# María Teresa Angulo Romero
María Teresa Angulo Romero (Badajoz, 17 de maig de 1968) és una política espanyola, diputada pel Partit Popular al Congrés durant les X, XI i XII Legislatures.
Llicenciada en Dret per la Universitat d'Extremadura, és també especialista en Mediació Civil i Mercantil per la UNED. Posseeix un màster en Adreça d'Organitzacions Sociosanitàries i un altre en Gestió d'Organitzacions Sanitàries. Entre 1992 i 2007 va exercir com a advocada.
En l'àmbit polític, ha estat presidenta local del PP a Zafra, on va ser regidora entre 1995 i 2015. Va ser diputada autonòmica en l'Assemblea d'Extremadura entre 2003 i 2011 i portaveu general del Grup Popular en l'Assemblea d'Extremadura entre 2008 i 2011. En 2011 va ser triada diputada per Badajoz al Congrés, sent reelegida en 2015 i 2016. Durant la X legislatura, va ser portaveu de Sanitat del PP al Congrés.